# Benedykt Cader
Benedykt Antoni Cader (ur. 13 maja 1925 w Łodygowicach, zm. 18 listopada 2016 w Katowicach) – polski działacz państwowy, generał brygady MO.

## Życiorys
Syn Szczepana i Genowefy. Od 1945 należał do Polskiej Partii Socjalistycznej, w tym samym roku wstąpił również do Milicji Obywatelskiej. Od 1947 należał do Polskiej Partii Robotniczej zaś od 1948 do Polskiej Zjednoczonej Partii Robotniczej. Był słuchaczem Szkoły Milicji w Słupsku (1947), p.o. komendanta MO w Sopocie (1948), a następnie zastępcą komendanta/komendantem Komendy Miejskiej w Gdańsku (1948–1950), naczelnikiem Oddziału IV Wydziału Szkolenia Zawodowego KG MO (1950–1952), z-cą szefa Oddziału Szkoleniowo-Politycznego KG MO (1952–1953), komendantem wojewódzkim MO w Rzeszowie (1954–1956) i Poznaniu (1956–1965), w którym to okresie ukończył studia na Wydziale Prawa UAM w Poznaniu (1960), Komendant Wojewódzki MO w Opolu (1965–1971), dyrektor departamentu szkolenia zawodowego MSW (1971–1973) i Komendant Wojewódzki MO w Katowicach (1973–1980). Był też absolwentem Centralnej Szkoły Partyjnej. 
W październiku 1974 na mocy uchwały Rady Państwa PRL został awansowany do stopnia generała brygady MO. Akt nominacyjny wręczył mu w Belwederze przewodniczący Rady Państwa prof. Henryk Jabłoński. W 1981 przeszedł na emeryturę.
Został pochowany na Centralnym Cmentarzu Komunalnym w Katowicach.

## Wybrana bibliografia autorska
- Z pamiętnych dni wyzwolenia Wielkopolski i Poznania w roku 1945, Wydawnictwo Poznańskie Poznań 1962